# Elsterberg
Elsterberg är en stad i Vogtlandkreis i förbundslandet Sachsen i Tyskland. Staden har cirka 3 700 invånare.